# Neuvéglise
Pour les articles homonymes, voir Neuvéglise (homonymie).
Neuvéglise est une ancienne commune française, située dans le département du Cantal en région Auvergne-Rhône-Alpes. Elle a fusionné le 1er janvier 2017 avec les communes de Lavastrie, d'Oradour et Sériers pour constituer la commune nouvelle de Neuvéglise-sur-Truyère. Elle possède le statut de commune déléguée comme les trois autres anciennes communes ayant fusionné.

## Géographie

### Situation
Commune du Massif central située sur la Planèze de Saint-Flour, haut plateau formé par l'ancien volcan du Cantal. Le sud de la commune se situe en bordure des gorges de la Truyère dans lesquelles est établi le barrage de Lanau.
La commune est située à une quinzaine de kilomètres au sud de Saint-Flour, sous-préfecture du Cantal.

### Hameaux
Outre le village de Neuvéglise, chef lieu et principal bourg de la commune, celle-ci possède de nombreux hameaux.
Au nord :
- Chambernon, siège d'une laiterie, propriété du groupe Paul Dischamp fabriquant du Cantal.
- Fressange, possédant une église dédiée à Sainte-Anne ainsi qu'un cimetière.
- La Chaumette
- Vernuéjols

À l'ouest :
- Tagenac
- Rochegonde
- Orcières

À l'est :
- Cordesse
- Chassagne
- Sieujac

Au sud :
- Lanau, le long de la Truyère près du barrage de Lanau. Le hameau compte une piscine municipale ouverte l'été, un camping, Le Belvédère, et une base nautique permettant de faire du canoë sur le lac de retenue du barrage.
- La Taillade et son camping naturiste près de la Truyère.
- Gros

## Histoire
La commune de Neufeglise (orthographe de l'ancien régime) a peu subi les effets de la Révolution puisque les registres paroissiaux permettent de remonter jusqu'au XVIIe siècle. Le curé qui tient ces derniers est remplacé en 1792 par le maire du village qui était également le notaire de celui-ci. Il consigna tous les grands moments de la vie sur des minutes.
Elle fusionne le 1er janvier 2017 avec les communes de Lavastrie, Oradour et Sériers pour constituer une commune nouvelle appelée Neuvéglise-sur-Truyère, les anciennes communes deviennent des communes déléguées et dont Neuvéglise est le chef-lieu.

## Politique et administration

### Liste des maires
| Période          | Période  | Identité         | Étiquette | Qualité                                                                       |
| ---------------- | -------- | ---------------- | --------- | ----------------------------------------------------------------------------- |
| 1er janvier 2017 | En cours | Céline Charriaud | SE        | Fonctionnaire, conseillère départementale du canton de Neuvéglise-sur-Truyère |

| Période                                  | Période          | Identité         | Étiquette       | Qualité                                                                                   |
| ---------------------------------------- | ---------------- | ---------------- | --------------- | ----------------------------------------------------------------------------------------- |
| Les données manquantes sont à compléter. |                  |                  |                 |                                                                                           |
| ?                                        | ?                | Jean Sagette     | UNR, puis UD-Ve | Exploitant, puis expert agricole                                                          |
| Les données manquantes sont à compléter. |                  |                  |                 |                                                                                           |
| avant 1988                               | ?                | René Tourrette   |                 |                                                                                           |
| mars 2001                                | mars 2008        | Claude Pascal    |                 |                                                                                           |
| mars 2008                                | mars 2014        | Claude Bonnefoi  |                 |                                                                                           |
| mars 2014                                | 31 décembre 2016 | Céline Charriaud | SE              | Fonctionnaire, conseillère départementale du canton de Neuvéglise-sur-Truyère depuis 2015 |

## Démographie
L'évolution du nombre d'habitants est connue à travers les recensements de la population effectués dans la commune depuis 1793. À partir du 1er janvier 2009, les populations légales des communes sont publiées annuellement dans le cadre d'un recensement qui repose désormais sur une collecte d'information annuelle, concernant successivement tous les territoires communaux au cours d'une période de cinq ans. 
Pour les communes de moins de 10 000 habitants, une enquête de recensement portant sur toute la population est réalisée tous les cinq ans, les populations légales des années intermédiaires étant quant à elles estimées par interpolation ou extrapolation. Pour la commune, le premier recensement exhaustif entrant dans le cadre du nouveau dispositif a été réalisé en 2006,.
En 2014, la commune comptait 1 104 habitants, en évolution de −2,3 % par rapport à 2009 (Cantal : −1,19 %, France hors Mayotte : +2,49 %).
| 1793  | 1800  | 1806  | 1821  | 1831  | 1836  | 1841  | 1846  | 1851  |
| ----- | ----- | ----- | ----- | ----- | ----- | ----- | ----- | ----- |
| 2 762 | 3 142 | 3 130 | 3 062 | 2 942 | 2 774 | 2 369 | 2 341 | 2 216 |

| 1856  | 1861  | 1866  | 1872  | 1876  | 1881  | 1886  | 1891  | 1896  |
| ----- | ----- | ----- | ----- | ----- | ----- | ----- | ----- | ----- |
| 2 053 | 2 000 | 1 762 | 1 609 | 1 680 | 1 679 | 1 848 | 1 867 | 1 824 |

| 1901  | 1906  | 1911  | 1921  | 1926  | 1931  | 1936  | 1946  | 1954  |
| ----- | ----- | ----- | ----- | ----- | ----- | ----- | ----- | ----- |
| 1 865 | 1 914 | 1 852 | 1 740 | 1 636 | 1 605 | 1 551 | 1 521 | 1 396 |

| 1962  | 1968  | 1975  | 1982  | 1990  | 1999  | 2006  | 2011  | 2014  |
| ----- | ----- | ----- | ----- | ----- | ----- | ----- | ----- | ----- |
| 1 537 | 1 305 | 1 260 | 1 112 | 1 078 | 1 022 | 1 133 | 1 085 | 1 104 |

## Culture locale et patrimoine

### Lieux et monuments

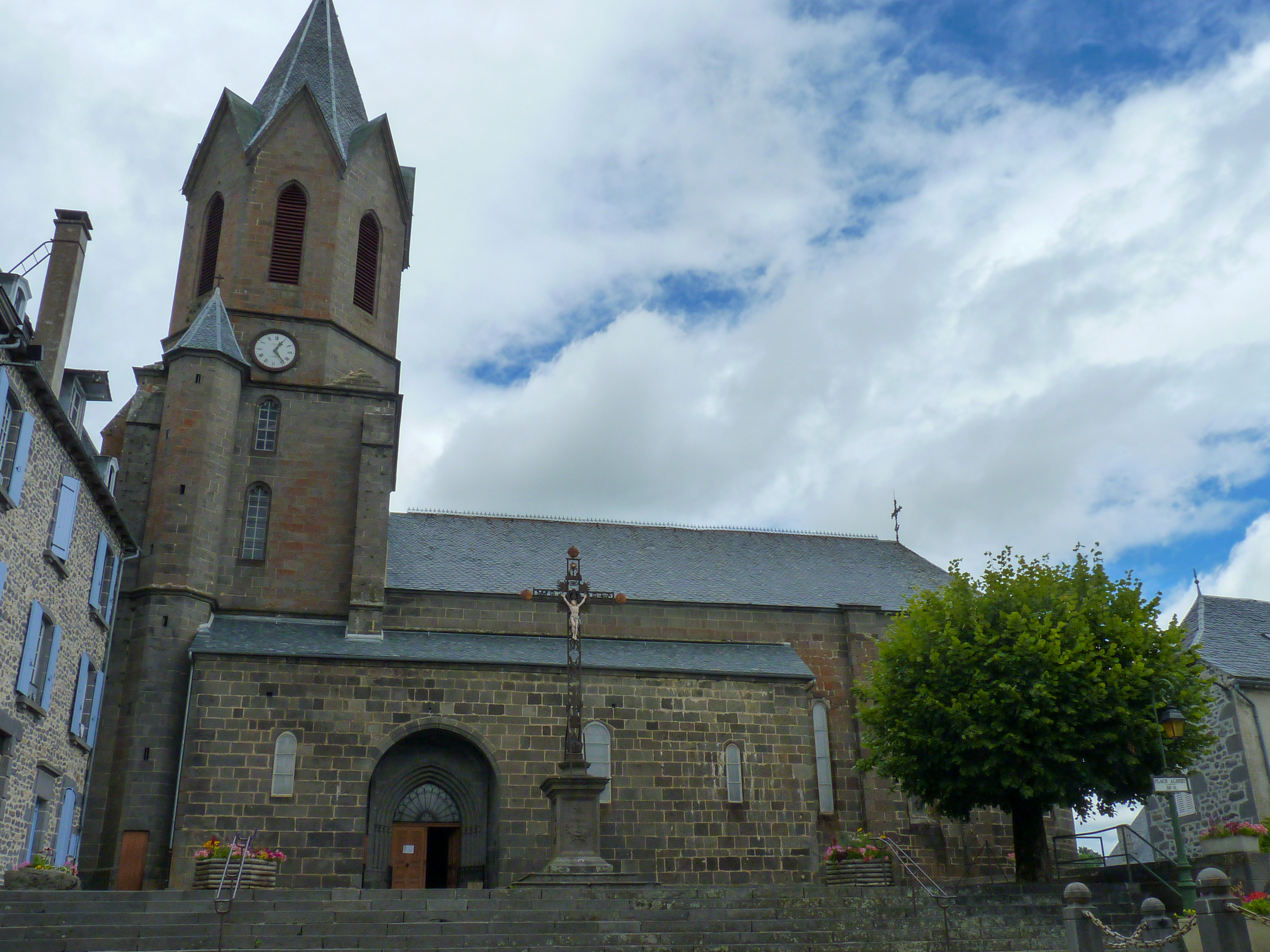
Église Saint-Ferréol de Neuvéglise

- Patrimoine rural dans de nombreux hameaux de la commune : fours à pain, travails à ferrer, oratoires, chapelles, croix de chemin, abreuvoirs. À noter une très belle pierre sculptée d'origine et de date indéterminées (Saint Antoine ou lépreux ?) sur le mur de l'une des maisons du bourg (près de l'école du haut) ;
- La Voie romaine de Rochegonde et petit pont dit gallo-romain au bourg ;
- L'église Saint-Ferréol de Neuvéglise ;
- L'église de Tagenac ;
- L'église de Fressanges avec les vitraux de François Décorchemont, natif de l'Eure ;
- Les gorges de La Truyère et retenue de Lanau, site de Malineux, cascade du Saut du Loup.

### Personnalités liées à la commune
- Sylvie Baron, écrivain, auteur de thrillers  dont "Un été à Rochegonde", "Les ruchers de la colère", "L'auberge du pont de Tréboul", "L'héritière des Fajoux", publiés chez Calmann-Levy
- Daniel Brugès, écrivain (auteur en 2024 de 52 livres aux thèmes variés) et artiste peintre (expositions en France et à l'étranger : huiles, aquarelles, mail-art...)
- Charles Felgères, historien
- Jean Sagette, député du Cantal
- Famille de Lastic,

### Héraldique
|  | Les armes de la commune se blasonnent ainsi : De gueules à la croix tréflée vidée d’argent. |